# René Eidams
René Eidams (* 9. Mai 1989 in Hagen) ist ein deutscher Dartspieler. In der Öffentlichkeit und in den Medien ist er auch als „The Cube“ bekannt.

## Karriere
Eidams begann im Jahr 2005 mit E-Dart und nahm an entsprechenden Turnieren teil. Große Erfolge konnte er bei der E-Dart Champions League und der E-Dart Europameisterschaft erringen, wo er jeweils den zweiten Platz erreichte.
2013 stieg er auf Steel-Dart um, und konnte sich 2014 für die German Darts Championship qualifizieren. Dort unterlag er in der ersten Runde Joey Palfreyman mit 5:6.
2014 nahm er an der PDC European Tour teil.
2015 spielte er in der BULL's Superleague. Wegen verschiedener Ausfälle anderer Teilnehmer konnte er sich, trotz seines 10. Platzes doch noch für die Finalrunde qualifizieren. Im Finale besiegte er Maik Langendorf 10:8 und konnte sich für die PDC-Weltmeisterschaft 2016 qualifizieren. Dort bezwang er in der Vorrunde Thanawat Gaweenuntawong 2:0, musste sich allerdings in Runde 2 dem damaligen Weltranglistenersten Michael van Gerwen mit 2:3 geschlagen geben.
Als einziger Deutscher konnte er sich 2016 für die UK Open qualifizieren. Dort unterlag er in der dritten Runde James Wilson mit 3:9. Bei den German Darts Masters 2016 unterlag er in der zweiten Runde Michael van Gerwen 3:6.
Nach der verpassten Qualifikation für die PDC-Weltmeisterschaft 2017, versuchte Eidams erfolglos in der Q-School eine Tourkarte zu erspielen. Bei den Austrian Darts Open 2017 verlor er in der zweiten Runde gegen Cristo Reyes mit 5:6.
2018 konnte sich Eidams für die UK-Open qualifizieren, unterlag dort in der zweiten Runde allerdings Dave Chisnall. Bei den German Darts Open 2018 schaffte er es ebenfalls in die zweite Runde.
2019 und 2021 nahm Eidams wieder an der PDC Qualifying School teil, konnte sich jedoch jeweils keine Tourkarte erspielen. Somit versuchte er dies 2022 bei der Q-School erneut, scheiterte jedoch auch diesmal in der Final Stage. 2023 nahm er also wieder teil. Dieses Mal schied er bereits in der First Stage aus.
Somit musste Eidams im Januar 2024 erneut an der Q-School teilnehmen. Er schaffte dabei über die Rangliste die Qualifikation für die Final Stage. In dieser gewann er jedoch gerade einmal ein Spiel und blieb ohne Punkt für die Rangliste. Er konnte daraufhin beim zweiten Challenge Tour-Wochenende ein Turnier gewinnen und rückte aus diesem Grund zu mehreren Players Championships nach. Außerdem nahm er an einem European Tour-Turnier teil. Die Challenge Tour beendete Eidams auf Rang 28 der Order of Merit. Auch bei der PDC Europe Super League war Eidams wieder dabei und zog in die Endrunde ein, wo er im Achtelfinale gegen Franz Rötzsch verlor.
Bei der Q-School 2025 errang Eidams zwei Punkte für die Rangliste, was dieses Mal nicht für die Qualifikation zur Final Stage reichte.

## Titel

### PDC
- Secondary Tour Events
  - PDC Challenge Tour
    - PDC Challenge Tour 2024: 7
- Sonstige
  - Super League Darts: 2015

## Weltmeisterschaftsresultate
- 2016: 1. Runde (2:3-Niederlage gegen  Michael van Gerwen)

## Sonstiges
Eidams kommentiert seit 2018 gemeinsam mit Elmar Paulke für DAZN ausgewählte Spiele bei sämtlichen PDC TV-Turnieren.